# 卡潘诺利
卡潘诺利（義大利語：Capannoli），是意大利比萨省的一个市镇。总面积22.67平方公里，人口6030人，人口密度266.0人/平方公里（2009年）。ISTAT代码为050005。